# Marco Bonfanti

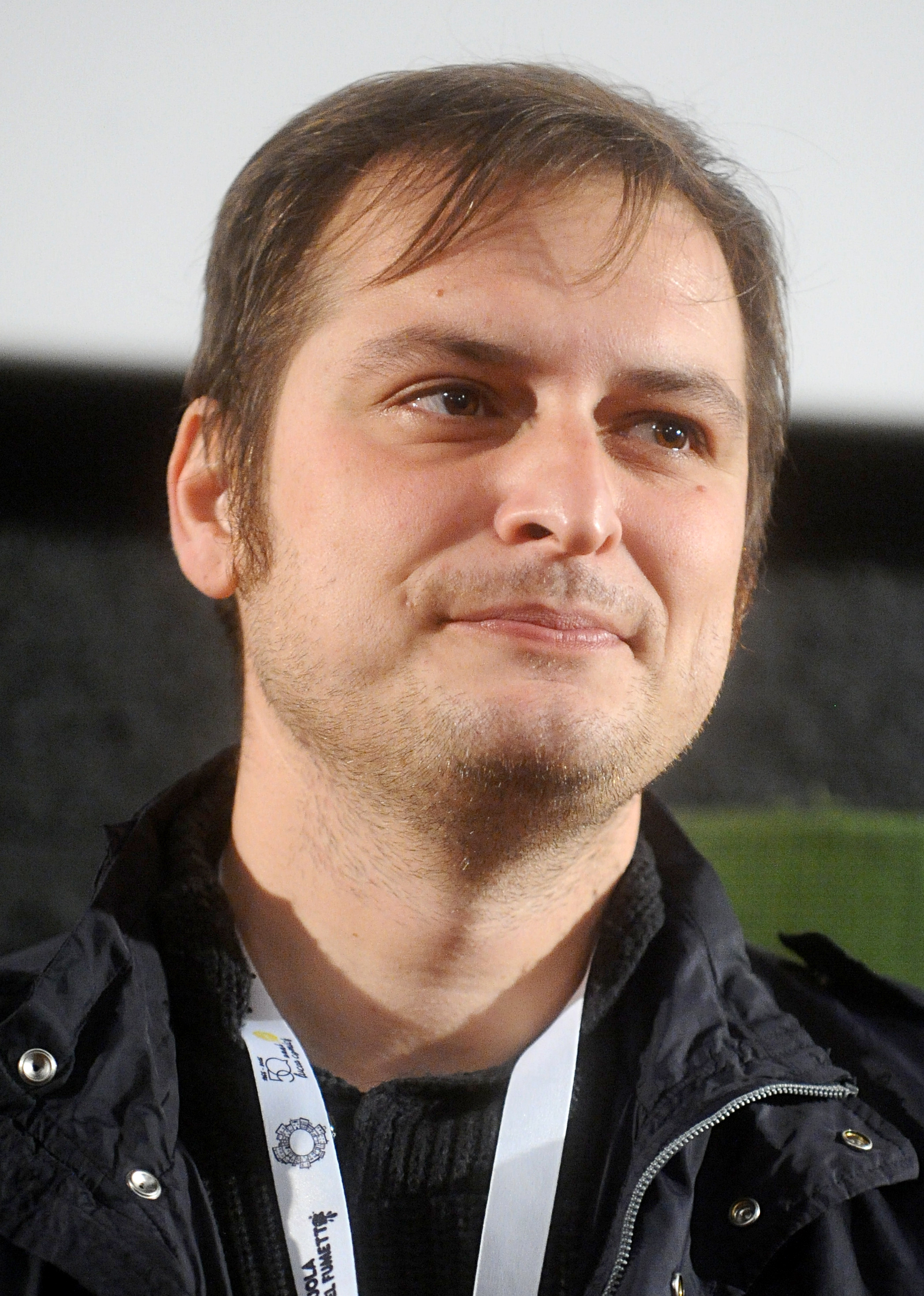
Marco Bonfanti a Lucca Comics & Games 2016

Marco Bonfanti (Milano, 9 agosto 1980) è un regista, sceneggiatore e scrittore italiano.

## Biografia
Si è laureato in Storia dell'arte presso l'Università degli Studi di Milano. Nel 2008 realizza il cortometraggio Le Parole di Stockhausen e nel 2009 il mediometraggio Ordalìa (dentro di me).
il 1º ottobre 2011 porta un gregge di oltre settecento pecore in Piazza del Duomo a Milano: una notizia che fa il giro del mondo e viene battuta dai principali media nazionali e internazionali. Si tratta di una scena del suo lungometraggio d'esordio, L'ultimo pastore, un film che diventa un caso nazionale e internazionale, invitato in oltre centoventi festival nel mondo, tra cui il Sundance Film Festival (all'interno dello Slamdance Film Festival, primo film italiano di sempre), il Tokyo International Film Festival, il Torino Film Festival, il Dubai International Film Festival, il Transilvania International Film Festival, il Seattle International Film Festival, il Bangkok International Film Festival e il Sydney Film Festival, e vincitore di numerosi premi, compresa una nomination al Ciak d'oro.
Nel 2014 partecipa al film collettivo 9x10 novanta con l'episodio Tubiolo e la Luna, presentato come evento speciale al Festival di Venezia e vincitore di una menzione speciale ai Nastri d'argento.
Nel 2016 è ancora invitato alla Mostra del Cinema di Venezia con il documentario Bozzetto non troppo, un ritratto del celebre regista di cinema d'animazione Bruno Bozzetto. Prodotto da Zagora, Istituto Luce Cinecittà e Sky Arte HD, viene candidato in cinquina al Nastro d'argento al miglior documentario del 2017 ed è presentato in numerosi altri festival, come al Lucca Comics & Games e al festival internazionale del film d'animazione di Annecy. Nella successiva edizione Home video del film editata nel 2018, è presente un suo nuovo e inedito cortometraggio dal titolo Bruno e i Giornali, in cui Bozzetto racconta tutta la sua carriera attraverso la lettura di alcuni quotidiani d'epoca.
Nel 2019 dirige il film L'uomo senza gravità, presentato nell'ambito della Festa del Cinema di Roma e allo Shanghai International Film Festival. Il lungometraggio è interpretato, tra gli altri, da Elio Germano, Michela Cescon e Elena Cotta, ed è distribuito in tutto il mondo da Netflix.
Nel 2023 ottiene dei permessi speciali e comincia a lavorare alla realizzazione di un documentario ambientato all'interno dello Stato della Città del Vaticano sotto il pontificato di Papa Francesco (presente nell'opera). Il risultato è Dans les coulisses du Vatican (Dentro il Vaticano), una coproduzione francese con la Città del Vaticano, che va in onda all'inizio del 2025 su Canal+.
Sempre nel 2025 esordisce nel mondo letterario con il romanzo Appunti Contadini, edito per i tipi di Edizioni Clichy.

## Filmografia

### Lungometraggi
- L'ultimo pastore (2012)
- Bozzetto non troppo (2016)
- L'uomo senza gravità (2019)
- Dans les coulisses du Vatican (Dentro il Vaticano) (2025)

### Cortometraggi
- Le Parole di Stockhausen (2008)
- Ordalìa (dentro di me) (2009)
- Tubiolo e la Luna, episodio del film 9x10 novanta (2014)
- Bruno e i Giornali (2018)

## Opere Letterarie

### Romanzi
- Appunti Contadini, Firenze, Edizioni Clichy, (2025), ISBN 979-1255511526.